# КК Макаби Хаифа
КК Макаби Хаифа (хебр. מכבי חיפה) је израелски кошаркашки клуб из Хаифе. У сезони 2013/14. такмичи се у Суперлиги Израела и у Еврокупу.

## Историја
Клуб је основан 1953. године и један је од осам тимова који су те године и формирали највиши ранг такмичења у Израелу. У нижи ранг први пут је испао 1993, али је 1999. изборио повратак у друштво најбољих. Међутим, наредне године клуб је фузионисан са КК Хапоел Хаифа, чиме је формиран тим КК Хаифа који није био дугог века. Од 2004. у нижим лигама поново се такмичи клуб под именом Макаби Хаифа и почиње успон ка највишем рангу, у који се и пласира 2008. године. По први пут титулу првака Израела осваја тек у сезони 2012/13. Национални куп није освајао ниједном, али је 4 пута био његов финалиста.
На европску сцену изашао је 1971. године и у наредне три деценије играо 2 сезоне у Купу Рајмунда Сапорте и 3 у Купу Радивоја Кораћа, али у оба такмичења је испадао већ у раним фазама. У Еврочеленџу је играо једном (сез. 2010/11.) и стигао до „Топ 16“ фазе. У сезони 2013/14. дебитовао је и у Еврокупу.

## Успеси

### Национални
- Првенство Израела:
  - Првак (1): 2013.
  - Другопласирани (2): 2009, 2014.

- Куп Израела:
  - Финалиста (4): 1971, 1985, 2009, 2013.

## Познатији играчи
- Лери О'Бенон
- Брајан Рендл